# Arquidiocese de Nampula
A Arquidiocese de Nampula (Archidiœcesis Nampulensis) é uma arquidiocese da Igreja Católica situada em Nampula, em Moçambique. Foi criada em 7 de Setembro de 1940, fruto do desmembramento da Prelatura territorial de Moçambique. Seu atual arcebispo é Dom Inácio Saúre e sua Sé é a Catedral Metropolitana de Nossa Senhora de Fátima. A arquidiocese possui 49 paróquias.

## Episcopados
|                          | Nome                                    | Período    | Notas                      |
| Arcebispos               | Arcebispos                              | Arcebispos | Arcebispos                 |
| ------------------------ | --------------------------------------- | ---------- | -------------------------- |
| 3º                       | Inácio Saúre, I.M.C.                    | 2017-atual |                            |
| 2º                       | Tomé Makhweliha, S.C.I.                 | 2000-2016  |                            |
| 1º                       | Manuel Vieira Pinto                     | 1984-2000  |                            |
| Bispos                   |                                         |            |                            |
| 3º                       | Manuel Vieira Pinto                     | 1967-1984  |                            |
| 2º                       | Manuel de Medeiros Guerreiro            | 1951-1966  |                            |
| 1º                       | Teófilo José Pereira de Andrade, O.F.M. | 1941-1951  |                            |
| Bispos-auxiliares        |                                         |            |                            |
|                          | Germano Grachane, C.M.                  | 1990-1991  | Nomeado Bispo de Nacala    |
|                          | Ernesto Maguengue                       | 2014-2022  | Nomeado Bispo de Inhambane |
| Administrador apostólico |                                         |            |                            |
|                          | Ernesto Maguengue                       | 2016-2017  | Bispo auxiliar da mesma    |